# Британски и ирски лавови
Британски и ирски лавови су елитни рагби 15 тим састављен од најбољих рагбиста Северне Ирске, Републике Ирске, Велса, Шкотске и Енглеске.

## Информације о тиму
"Британска острва" је био назив за тим који се користио до Турнеја Британских и Ирских Лавова по Аустралији и Новом Зеланду 1950.1950. Тада су добили назив "Британски и ирски лавови". Симбол лавова су грбови четири рагби савеза (Ирске, Шкотске, Велса и Енглеске). До средине двадесетог столећа често су се мењале боје дреса, а од тада дрес је црвене боје, шорц беле боје, а штуцне плаве боје.

## Историја
Комбиновани састав Британаца и Ираца на турнеје по Свету почео је да путује још у деветнаестом столећу. Кроз историју су мењали боју дреса, а назив "Лавови" добили су средином двадесетог столећа. Највише успеха су имали на турнејама по Аустралији и по Аргентини, а знатно лошије су пролазили на турнејама по Новом Зеланду и по Јужној Африци.
Турнеје
| Земља        | Број турнеја | Победа лавова | Нерешено | Пораз лавова |
| ------------ | ------------ | ------------- | -------- | ------------ |
| Аргентина    | 3            | 3             | 0        | 0            |
| Аустралија   | 9            | 7             | 0        | 2            |
| Нови Зеланд  | 12           | 1             | 1        | 10           |
| Јужна Африка | 13           | 4             | 1        | 8            |

Утакмице
| Противник   | Број турнеја | Победа лавова | Нерешено | Пораз лавова |
| ----------- | ------------ | ------------- | -------- | ------------ |
| Пуме        | 3            | 6             | 1        | 0            |
| Валабиси    | 23           | 17            | 0        | 6            |
| Ол блекси   | 41           | 7             | 4        | 30           |
| Спрингбокси | 46           | 17            | 6        | 23           |

### Хронологија
- Аустралија и Нови Зеланд 1888.
- Јужна Африка 1891.
- Јужна Африка 1896.
- Аустралија 1899.
- Јужна Африка 1903.
- Аустралија и Нови Зеланд 1904.
- Аустралија и Нови Зеланд 1908.
- Јужна Африка 1910.
- Аргентина 1910.
- Јужна Африка 1924.
- Аргентина 1927.
- Аустралија и Нови Зеланд 1930.
- Аргентина 1936.
- Јужна Африка 1938.
- Аустралија и Нови Зеланд 1950.
- Јужна Африка 1955.
- Аустралија и Нови Зеланд 1959.
- Јужна Африка 1962.
- Аустралија и Нови Зеланд 1966.
- Јужна Африка 1968.
- Нови Зеланд 1971.
- Јужна Африка 1974.
- Нови Зеланд 1977.
- Јужна Африка 1980.
- Нови Зеланд 1983.
- Аустралија 1989.
- Нови Зеланд 1993.
- Јужна Африка 1997.
- Аустралија 2001.
- Нови Зеланд 2005.
- Јужна Африка 2009.
- Аустралија 2013.
- Нови Зеланд 2017.